# غزلنغ (نرغسان)
غزلنغ (بالفارسية: گزلنگ) هي قرية تقع في إيران في قسم نرغسان الریفي. يقدر عدد سكانها بـ 0 نسمة بحسب إحصاء 2016.